# Максім Машено
Максім Машено (фр. Maxime Machenaud; 30 грудня 1988, Бордо) — французький регбіст. Від 2012 грає за клуб Рейсінг 92 та національну збірну Франції з регбі.

## Спортивна кар'єра
На початку своєї кар'єри Максім вступив до команди Бордо-Бегль, з якою взяв участь у змаганнях Про Д2. Зась у 2010 році, він перейшов до клубу Ажен. Там і почалась його пригода з Топ 14. Два роки пізніше, Машено підписав контракт з Рейсінг 92, де і грає до тепер.

## Міжнародна кар'єра
Він дебютував на міжнародній арені під час проведення французького туру регбі-юніон по Аргентині у 2012 році.
| #  | Дата           | Місце                                                                | Противник | Результат (Франція-…) | Змагання      |
| -- | -------------- | -------------------------------------------------------------------- | --------- | --------------------- | ------------- |
| 1. | 23 червня 2012 | Монументальний стадіон Хосе Ф'єрро, Сан-Мігель-де-Тукуман, Аргентина | Аргентина | 49–10                 | Тестовий матч |